# Обромб (Вишковський повіт)
Обромб (пол. Obrąb) — село в Польщі, у гміні Забродзе Вишковського повіту Мазовецького воєводства.
Населення — 148 осіб (2011).
У 1975—1998 роках село належало до Остроленцького воєводства.

## Демографія
Демографічна структура станом на 31 березня 2011 року:
|          | Загалом | Допрацездатний вік | Працездатний вік | Постпрацездатний вік |
| -------- | ------- | ------------------ | ---------------- | -------------------- |
| Чоловіки | 72      | 23                 | 44               | 5                    |
| Жінки    | 76      | 13                 | 44               | 19                   |
| Разом    | 148     | 36                 | 88               | 24                   |